# Sinna haemacta
Sinna haemacta är en fjärilsart som beskrevs av Pieter Cornelius Tobias Snellen 1885. Sinna haemacta ingår i släktet Sinna och familjen trågspinnare. Inga underarter finns listade i Catalogue of Life.